# Марьяновка (Костопольская городская община)
Марья́новка (укр. Мар'янівка) — село в Костопольской городской общине Ровненского района Ровненской области Украины.
До 2020 года входило в Костопольский район.
Население по переписи 2001 года составляло 184 человека. Почтовый индекс — 35020. Телефонный код — 8-03657. Код КОАТУУ — 5623486003.